# Добрава (Радље об Драви)
Добрава (словен. Dobrava) је насељено место у општини Радље об Драви, Корушка регија, Словенија.

## Историја
До територијалне реорганизације у Словенији била је у саставу старе општине Радље об Драви.

## Становништво
У попису становништва из 2011. године, Добрава је имала 207 становника.
| Број становника према пописима | Број становника према пописима | Број становника према пописима |
| ------------------------------ | ------------------------------ | ------------------------------ |
| 1991                           | 2002                           | 2011                           |
| 166                            | 199                            | 207                            |